# Grenlandsko more
Grenlandsko more je rubno more Arktičkoga oceana koje graniči s Grenlandom na zapadu, otočjem Svalbard na istoku, Arktičkim oceanom na sjeveru, te s Norveškim morem i Islandom na jugu. Premda se smatra dijelom Arktičkoga oceana, ponekad se navodi kao dio Atlantskog oceana, međutim definicije Arktičkog oceana i njegovih mora često su neprecizne ili proizvoljne. U općoj uporabi izraz "Arktički ocean" isključuje Grenlandsko more.
Grenlandsko more zauzima površinu od 1 205 000 km², najveća izmjerena dubina je 5600 metra, a prosječna mu je dubina oko 1450 metara. More predstavlja prirodnu vezu između Arktičkog i Atlantskog oceana, ali je zbog leda njegov sjeverni dio veoma rijetko otvoren za plovidbu.
Za Grenlandsko more karakteristična je polarna klima sa stalnim sjevernim vjetrovima i temperaturama koje se rijetko penju iznad 0°C. U prošlosti se u Grenlandskome moru tijekom zime formiralo veliko područje površinskog leda poznato kao Odden, koje se protezalo prema istoku počevši od ledenog ruba istočnog Grenlanda u blizini paralela 72 – 74°N i djelovalo je kao ključno mjesto zimskog formiranja leda na Arktiku. Danas se to područje rijetko ili uopće ne formira. Drugo veliko područje zaleđivanja morske površine jest tzv. Zapadni led koje se formira zimi u Grenlandskom moru sjeverno od Islanda, između Grenlanda i otoka Jan Mayen. To je glavno mjesto razmnožavanja sedlastog tuljana i tuljana mjehuraša i važno lovište tuljana već više od 200 godina.

## Opseg
Međunarodna hidrografska organizacija ovako definira granice Grenlandskoga mora:
Na sjeveru: Crta koja spaja najsjeverniju točku Spitzbergena (otočje Svalbard) do najsjevernije točke Grenlanda.
Na istoku: Zapadna obala Zapadnog Spitsbergena.
Na jugoistoku. Crta koja spaja najjužniju točku zapadnog Spitzbergena do sjeverne točke otoka Jan Mayen, niz zapadnu obalu tog otoka do njegovog krajnjeg južnog ruba, odatle do istočnog Gerpira (67°05′N, 13°30′W) na Islandu.
Na jugozapadu: Crta koja spaja točku Straumnes na krajnjem sjeverozapadnom dijelu Islanda do rta Nansen (68°15′N 29°30′W / 68.250°N 29.500°W) na Grenlandu.
Na sjeveru: Istočna i sjeveroistočna obala Grenlanda između rta Nansen i najsjevernije točke Grenlanda.

## Povijest
Prva znanstvena istraživanja Grenlandskoga mora provedena su 1876. – 1878. u sklopu Norveške sjevernoatlantske ekspedicije. Od tada su mnoge zemlje poslale znanstvene ekspedicije na to područje, ponajviše Norveška, Island i Rusija. Složeni sustav vodenih struja u Grenlandskome moru opisao je 1909. norveški znanstvenik i istraživač Fridtjof Nansen.
Grenlandsko more je oko 300 godina bilo popularno područje lova na kitove koje je svoju bazu imalo u Spitsbergenu sve do 1911. kada je nekadašnja bogata populacija kitova bila toliko iscrpljena da industrija više nije bila isplativa. Preostali kitovi Grenlandskoga mora od tada su zaštićeni, ali broj kitova nije pokazivao znakove značajnijeg oporavka. Od kasnih 1990-ih, polarni biolozi izvješćuju o porastu lokalne populacije grenlandskih kitova pogotovo od 2015. kada je primijećen veći broj jedinki na ograničenim područjima. Ovi se rezultati mogu protumačiti kao rani znak početka oporavka ove posebne vrste, koja je nekoć činila veliku populaciju s procijenjenih 52 000 kitova.
Inuiti su u Grenlandskom moru lovili kitove na tradicionalni način još od 15. stoljeća o čemu svjedoče arheološki nalazi.
Godine 2017.veslačka ekspedicija Polar Row pod vodstvom Fianna Paula uspjela je izvesti prvi potpuni prelazak Grenlandskog mora isključivo veslanjem.

## Geografija i geologija
Grenlandsko more je na zapadu omeđeno otokom Grenland, a na jugu Danskim tjesnacem i Islandom. Na jugoistoku, iza otoka Jan Mayen (Norveška) nalazi se golemo prostranstvo Norveškoga mora, čijim se produžetkom može smatrati i samo Grenlandsko more. Na sjeveroistoku je more je omeđeno otočjem Svalbard (Norveška) i sjevernim dijelom Grenlanda. Južni dio Grenlandskog mora, južno od crte koja spaja najistočniji dio Grenlanda rt Brewster i otok Jan Mayen ponekad se naziva "Islandsko more".
Dno Grenlandskoga mora je depresija ograničena na jugu podvodnim Grenlandsko-islandskim grebenom, a na istoku Mohnsovim grebenom i Knipovičevim grebenom (dijelovi Srednjeatlantskog grebena). Na zapadu se dno prvo polako, a zatim brzo diže prema širokom obalnom pojasu Grenlanda. Podmorske udubine i klance uglavnom ispunjava mulj, šljunak i kamene gromade što je posljedica erozije.
Najdublja točka Grenlandskoga mora iznosi 4846 m, ali na krajnjem sjeveru, u bezdanu Molloy u tjesnacu Fram koji povezuje Grenlandsko more s Arktičkim oceanom izmjerena je dubina od 5570 m. Grenlandski ledeni pokrov dopire do mora u zaljevu Jokel.
Glavni otoci Grenlandskoga mora jesu otočje Svalbard, otok Jan Mayen i obalni otoci na sjeveroistočnim obalama Grenlanda Hovgaard, Ella, Godfred Hansen, Île-de-France, Lynn, Norske, Gamma i Schnauder. Otočje Svalbard je jedino trajno naseljeno otočje, a na Jan Mayenu privremeno je prisutno vojno osoblje. Nakon što je Liga naroda dodijelila Norveškoj jurisdikciju nad otokom, Norveška je na Jan Mayenu 1921. godine otvorila prvu meteorološku postaju, koja je bila predmetom spora između Njemačke i Ujedinjenog Kraljevstva tijekom Drugog svjetskog rata. Na otoku danas radi nekoliko radio i meteoroloških postaja.

## Hidrologija, klima i led
Klima Grenlandskoga mora je polarna i značajno varira diljem prostranoma morskog područja. Krajnje temperature zraka kreću se između −49 °C blizu Spitsbergena zimi i 25 °C kod Grenlanda ljeti. Prosječne temperature zimi su −10 °C na jugu i −26 °C na sjeveru u veljači, koja je najhladniji mjesec u godini. Srednje temperature zraka u najtoplijem mjesecu kolovozu iznose 5 °C na jugu i 0 °C na sjeveru. Ljeto je vrlo kratko, broj dana u godini kada se temperatura penje iznad 0 °C kreće se između 225 na sjeveru i 334 na jugu. Godišnja količina oborina je 250 mm na sjeveru i 500 mm na jugu.
Sjeverni vjetrovi pušu tijekom cijele godine i guraju na jug hladu površinsku vodu i plutajući led. Prosječna temperatura površinske vode je oko −1 °C ili niže na sjeveru i 1 – 2 °C na jugu, a ljeti se penje između 0 i 6°C.  Temperature vode na dnu su niže od −1°C. Salinitet površinske vode je 3,30  – 3,45% u istočnim dijelovima i ispod 3,20% u zapadnim dijelovima, povećavajući se na 3,49% prema morskome dnu. Morske mijene su poludnevne, a prosječna visinska razlika između plime i oseke je 4,4 m, što zajedno s morskim strujama razbija plutajuće ledene ploče i doprinosi miješanju različite vodenih slojeva i vodoravno i po dubini.  
Progresivno hladnije vode Sjevernoatlantske struje tonu u Arktički ocean, vraćajući se prema jugu u obliku hladne Istočnogrenlandske struje, važnog dijela atlantske pokretne trake, koja teče duž zapadnog dijela mora. Uz istočni dio teče topla Spitsbergenska struja koja je dio Golfske struje.
Zbog česte magle, jakih vjetrova i morskih struja, koje neprestance guraju sante leda prema jugu, na Grenlandskome moru nije razvijena komercijalna plovidba. Sezona leda naime počinje u listopadu i završava u kolovozu. Razlikuju se tri vrste plutajućeg leda: arktički led (debljine nekoliko metara), morski led (debljine oko metar) i slatkovodne sante leda.

### Zapadni led
Zimi se veliko područje sjeverno od Islanda između Grenlanda i Jan Mayena ledi, a ta velika površina prekrivena neprekinutim ledom naziva se "Zapadni led". To je glavno mjesto razmnožavanja više vrsta tuljana, najviše sedlastog tulana, tuljana mjehuraša i sivog tuljana. Britanski kitolovci otkrili su ovo lovno područje početkom 18. stoljeća, a od kasnih 1750-ih bilo je glavno lovište tuljana. Lov je bio posebno intenzivan u 19. stoljeću, ali je u 20. stoljeću opao zbog zakonskih ograničenja i manje potražnje na tržištu. Dana 5. travnja 1952. velika je oluja potopila brodove sa 79 norveških lovaca na tuljane. Sedam drugih norveških brodova za lov na tuljane doživjelo je brodolom istog mjeseca.

### Odden
Odden ili Oddenski ledeni jezik (Odden je norveška riječ za rt) bilo je najznačajnije područje zimskog formiranja leda na Arktiku. Područje je bilo davno poznato, na njega je naišao i istraživač Fridtjof Nansen, no u potpunosti je istraženo tek s pojavom satelitskih snimaka.
Odden je u prošlosti bio dugačak oko 1300 km i pokrivao je područje do 330 000 km². Protezao se tijekom zime prema istoku od glavnog ledenog ruba istočnog Grenlanda u blizini paralela 72  – 74°N zbog prisutnosti vrlo hladne polarne površinske vode u Jan Mayenskoj struji, koja na toj geografskoj širini preusmjerava dio vode od Istočnogrenlandske struje prema istoku. Većina već formiranog leda nastavlja plutati prema jugu nošena vjetrom, a na tako otkrivenoj otvorenoj vodenoj površini u uzburkanom moru počinje se formirati novi led, koji poprima oblik divovskog jezika. Sol koja ostaje slobodna formiranjem leda vraća se natrag u more i uzrokuje pojavu da površinska voda postane gušća i tone, ponekad i do velikih dubina (2500 m ili više), što je jedno od rijetkih područja oceana u kojima dolazi do zimske konvekcije, što pak doprinosi pokretanju cijelog svjetskog sustava površinskih i dubinskih struja poznatog kao termohalina cirkulacija. Od sredine 1990-ih, Oddenski ledeni jezik se rijetko razvija.

## Fauna
Grenlandsko more bogato je nižim organizmima koji čine osnovicu oceanskog prehrambenog lanca. Veliki beskralježnjaci, ribe (poput bakalara, haringe i iverka), ptice i sisavci (tuljani, kitovi i dupini) hrane se manjim beskralježnjacima i malim organizmima. Mahovine, lišajevi i oskudno grmlje oko obala služe kao hrana jelenima i mošusnim govedima, koje pak lovi polarni medvjed.
Grenlandsko more je nekad bilo staništem velikoj populaciji raznih vrsta kitova, posebice grenlandskih kitova, ali ih je nekontrolirani kitolov od svojih početaka 1600-ih do 1911. desetkovao. U posljednjih nekoliko desetljeća uočile su se prve naznake povećanja broja jedinki.

## Nafta i plin
Američki geološki institut je procijenio da se najmanje 13% svjetskih neotkrivenih nalazišta nafte i 30% svjetskih neotkrivenih nalazišta plina nalazi na Arktiku, a Grenlandsko more potencijalno sadrži velike količine prirodnog plina i manje količine tekućeg prirodnog plina i sirove nafte. To je navelo pokrajinsko vijeće Grenlanda na izdavanje velikog broja koncesija za istraživanje i potencijalnu eksploataciju ugljikovodika (nafte i plina). Većina koncesija nalazi se u morima zapadno od Grenlanda (prvenstveno Davisov tjesnac i Baffininov zaljev), ali 19 koncesija je izdano i za istraživanja u Grenlandskome moru.
Grenlandski ured za minerale i naftu je krajem 2013. izdao dozvole trima konzorcijma za vađenje ugljikovodika na četiri velika područja Grenlandskoga mora. Eksploataciju vrše naftne kompanije Statoil, Chevron i Eni, ali i nekoliko drugih manjih tvrtki kao što su Shell, BP, DONG Energy i Nunaoil. Kasnije je prodana i peta koncesija za eksploataciju ugljikovodika. Najveća naftna kompanija na svijetu ExxonMobil s mnogo iskustva vađenja ugljikovodika na Arktiku, također se u početku prijavila za prava na vađenje nafte u Grenlandskome moru, ali se povukla u prosincu 2013. bez objašnjenja, koncentrirajući napore na eksploataciju plina iz škriljca i na američko tržište.
Bušenje nafte u dubokim vodama u arktičkom okruženju punom leda tehnički je jako zahtjevan posao za naftnu industriju i nosi mnoge rizike i opasnosti. Zbog ovih poteškoća, Vijeće ministara Grenlanda očekuje da će se prva istražna bušenja završiti sredinom 2020-ih. Procjenjuju da će potpuni preliminarni program sa seizmičkim istraživanjima, istražnim bušotinama i odgovarajućim sigurnosnim mjerama trajati oko 16 godina uz ulaganje od oko 500 USD milijuna po svakoj koncesiji.

## Vanjske poveznice
- Measurements of the Greenland Sea ice extent – University of Illinois Urbana-Champaign
- Greenland Sea ice cover, data animations 1979–1998 – Technical University of Denmark (DTU)